# Flowing Hair dollar
De Flowing Hair dollar was de eerste Amerikaanse dollarmunt die werd uitgegeven door de Amerikaanse federale overheid. De munt werd geslagen in 1794 en 1795. De grootte en het gewicht waren gebaseerd op de Spaanse dollar die populair was bij de handel op het gehele Amerikaanse continent.
Na een studie van Alexander Hamilton in 1791 nam het Amerikaans Congres een gezamenlijke resolutie aan waarin wordt opgeroepen tot de oprichting van een nationale munt. Later dat jaar, in zijn derde State of the Union, dringt president George Washington bij het Congres aan om te zorgen voor een munt. Dit werd officieel goedgekeurd door de Muntwet van 1792. Ondanks de goedkeuring werden er tot 1794 geen zilveren en gouden munten geslagen. De Flowing Hair dollar, ontworpen door Robert Scot, werd in eerste instantie geproduceerd in 1794 en opnieuw in 1795. In oktober 1795 werd het ontwerp vervangen door de Draped Bust dollar.